# Might and Magic II: Gates to Another World
Might and Magic II: Gates to Another World is de sequel op het computerspel Might and Magic: The Secret of the Inner Sanctum.
In veel opzichten is Might and Magic 2 een verbetering van het vorige spel.

## Verhaal
Na de gebeurtenissen uit Might and Magic I zijn de avonturiers die in deel 1 Corak hielpen Sheltem te verslaan in de wereld VARN via speciale poorten in het land CRON (Central Research Observational Nacelle) beland. Dit nieuwe land heeft veel problemen vanwege Sheltem, die eveneens in CRON is beland. Wederom moeten de avonturiers het land CRON, de “elemental planes” en zelfs door de tijd reizen om Corak te helpen Sheltem te stoppen.

## Het spel
Net als in Might and Magic I kan een speler zes personages ('characters') tegelijk besturen. In totaal kunnen er 26 personages worden aangemaakt. Om MM2 goed aan te laten sluiten op MM1 was het mogelijk de helden die je als speler in MM1 had gemaakt te importeren naar MM2.
MM2 was ook de eerste van de Might and Magic spellen waarin je huurlingen kon toevoegen aan je leger. Deze huurlingen konden het maximale aantal personages in je leger met acht verhogen en konden net als de gewone personages worden bestuurd door de speler. Alleen moest je huurlingen dagelijks betalen om ze te mogen houden.
Aan de oude klassen “Knight, Paladin, Archer, Cleric, Sorcerer en Robber” werden in MM2 de klassen “Barbarians en Ninjas” toegevoegd. Ook waren er meer spreuken voor de personages en bevatte MM2 de zogenaamde “upgrade” zoektochten. Personages konden ook twee extra vaardigheden leren uit een keuzelijst van twintig.
Ook het aantal vijanden dat je maximaal kon tegenkomen werd vergroot. Zo was het mogelijk om 255 vijanden tegelijk te moeten bevechten, iets dat destijds nog ongebruikelijk was in dit soort spellen.
Hoewel MM2 voor het grootste deel nog steeds op gevechten focuste waren er ook veel puzzels die opgelost moesten worden.

## Personage-statistieken
Elk personage heeft bepaalde “statistieken” die aangeven wat zijn/haar sterke en zwakke punten zijn. Ook bepalen deze statistieken tot welke klasse een personage behoort.
- Might (macht): geeft de kracht van een personage aan.
- Intellect (intelligentie): is de optelsom van de algemene kennis van een personage. Sorcerers kunnen met een hoge intelligentie meer spell points verkrijgen.
- Personality (persoonlijkheid): is de combinatie de mentale kracht en het persoonlijk voorkomen van een personage. Een hoge persoonlijkheid vergroot bij Clerics hun spell points.
- Endurance (weerstand): geeft aan hoeveel hit points een personage heeft en hoeveel schade hij/zij dus kan weerstaan.
- Speed (snelheid): geeft de snelheid en behendigheid van een personage aan. Speed geeft ook aan wie in een gevecht de eerste klap uitdeelt.
- Accuracy (accuraatheid): geeft aan hoeveel kans een personage heeft om een succesvolle klap uit te delen. Dit geldt alleen voor fysieke aanvallen, niet voor spreuken.
- Luck (geluk): een rol van een dobbelsteen. Het geeft een personage de kans om te slagen in een bepaalde actie als al het andere is mislukt. Dit is onvoorspelbaar.

## Klassen
Een personage kan behoren tot een van de acht klassen. Elke klasse heeft ten minste 1 “Primaire statistiek” waar een personage aan gelijk moet zijn om tot die klasse te mogen worden gerekend. Op de Knight en Barbarians na hebben alle klassen ook speciale vaardigheden.

### Knight
- Primaire statistiek: Might, 13 of hoger
- Hit Points vergroting per gestegen level: 1-12
- Speciale vaardigheden: None

Ridders zijn de werkers van de wereld CRON. Ze hebben geen speciale vaardigheden, maar zijn beter in vechten dan enig ander.

### Paladin
- Primaire statistieken: Might, Personality en Endurance allemaal 13 of hoger
- Hit Points vergroting per gestegen level: 1-10
- Speciale vaardigheden: Clerical spreuken

Paladins zijn kruisvaarders, maar ze beginnen niet met die vaardigheid. Ze moeten deze verdienen zoals ieder ander. Ze kunnen Cleric spreuken gebruiken, maar pas op hogere niveaus.

### Archer
- Primaire Statistieken: Intellect en Accuracy, beide 13 of hoger
- Hit Points vergroting per gestegen level: 1-10
- Speciale vaardigheden: Sorcerer spreuken

Archers zijn van alle CRON krijgers het meest gespecialiseerd. Ze zijn zeer gevaarlijk met pijl-en-boog. Ze kunnen daarbij ook nog dezelfde spreuken als Sorcerers gebruiken.
Archers are the most specialized or Cron's warriors. They are deadly with missile weapons, bows in particular. The powers of concentration they develop while practicing their specialty,

### Sorcerer
- Primaire Statistiek: Intellect, 13 of hoger
- Hit Points vergroting per gestegen level: 1-6
- Speciale vaardigheden: Sorcerer spells

Sorcers zijn meer ervaren in het gebruik van spreuken dan de Clerics. Ze kunnen de natuur manipuleren, maar slechts op een gelimiteerde schaal. Sorcerers hebben ook strikte regels wat betreft wapens en bepantsering.

### Robber
- Primaire Statistiek: Luck, 13 of hoger
- Hit Points vergroting per gestegen level: 1-8
- Speciale vaardigheden: kunnen sloten openen, vallen vinden en vijanden in de rug aanvallen.

Robbers hebben een slechte reputatie in CRON. Echter, hun vaardigheden om sloten te openen en vallen te vinden + te ontmantelen maken dat elke groep minstens 1 Robber nodig heeft. Hun vechtkunst is gelijk aan de Clerics, maar ze kunnen vijanden in de rug aanvallen wat extra schade toebrengt.

### Ninja
- Primaire Statistieken: Allemaal, 13 of hoger
- Hit Points vergroting per gestegen level: 1-8
- Speciale vaardigheden: sloten openen, vallen vinden, in de rug aanvallen en eliminatie.

Ninja’s zijn gespecialiseerde Robbers. Ze hebben dezelfde vaardigheden, maar dan op een lager niveau. Verder kunnen ze wel hun vijanden razendsnel elimineren. Als een ninja aanvalt is zijn eerste aanval altijd een poging tot eliminatie. Als dit lukt, is zijn vijand direct uitgeschakeld.

### Barbarian
- Primaire Statistiek: Endurance, 15 of hoger
- Hit Points vergroting per gestegen level : 1-12
- Speciale vaardigheden: geen

Barbarians hebben al vanaf de start het grootste aantal hit points en kunnen ook sneller extra hit points erbij krijgen dan andere personages.

## Platforms
| Jaar | Platform                                        |
| ---- | ----------------------------------------------- |
| 1988 | Apple II, DOS, PC-88, PC-98                     |
| 1989 | Commodore 64, FM-7, MSX, Sharp X1, Sharp X68000 |
| 1990 | Amiga, Macintosh                                |
| 1991 | Sega Mega Drive                                 |
| 1993 | SNES                                            |

## Ontvangst
| Beoordeeld door                       | Platform        | Datum            | Score |
| ------------------------------------- | --------------- | ---------------- | ----- |
| The DOS Spirit                        | DOS             | 20 december 2007 | 83%   |
| Power Play                            | Apple II        | april 1989       | 82%   |
| Power Play                            | Commodore 64    | 1989             | 82%   |
| Consoles Plus                         | Sega Mega Drive | september 1991   | 80%   |
| Megablast                             | Sega Mega Drive | 1992             | 74%   |
| The Games Machine (GB)                | DOS             | december 1989    | 73%   |
| PC Games (Duitsland)                  | DOS             | februari 1993    | 66%   |
| ACE (Advanced Computer Entertainment) | Amiga           | juni 1990        | 65%   |
| Joker Verlag präsentiert: Sonderheft  | Amiga           | 1992             | 62%   |
| Sega-16.com                           | Sega Mega Drive | 20 augustus 2007 | 60%   |